# Höhe (Overath)
Höhe ist ein Ortsteil von Marialinden in der Stadt Overath im Rheinisch-Bergischen Kreis in Nordrhein-Westfalen, Deutschland.

## Lage und Beschreibung
Der kleine Weiler Höhe ist vom Zentrum des nahegelegenen Marialinden über den Bernsauer Jagdweg zu erreichen. Hier finden sich neben wenigen bergischen Fachwerkhäusern vornehmlich moderne Einzelhäuser.

## Geschichte
Kurz vor Höhe liegt ein Siefen, der alten Urkunden zufolge bereits im 13. Jahrhundert besiedelt war. In einer Zinsliste von 1280 sind „Hermannuns et Greta de Hoe“ verzeichnet.
Die Topographia Ducatus Montani des Erich Philipp Ploennies, Blatt Amt Steinbach, belegt, dass der Wohnplatz bereits 1715 vier Hofstellen besaß, die als Höhe beschriftet sind. Carl Friedrich von Wiebeking benennt die Hofschaft auf seiner Charte des Herzogthums Berg 1789 als Höhe. Aus ihr geht hervor, dass der Ort zu dieser Zeit Teil der Honschaft Burg im Kirchspiel Overath war.
Auf der Topographischen Aufnahme der Rheinlande von 1817 sind zwei Wohnplätze eingezeichnet, die als Höhe und Gr(oße)Höhe beschriftet sind. Auch die Preußische Uraufnahme von 1845 zeigt beide Wohnplätze unter dem Namen Höhe. Ab der Preußischen Neuaufnahme von 1892 ist der zusammengewachsene Ort auf Messtischblättern regelmäßig als Höhe verzeichnet.
1822 lebten 29 Menschen im als Hof kategorisierten Ort, der nach dem Zusammenbruch der napoleonischen Administration und deren Ablösung zur Bürgermeisterei Overath im Kreis Mülheim am Rhein gehörte. Für das Jahr 1830 werden für den als Hof bezeichneten Ort 34 Einwohner angegeben. Der 1845 laut der Uebersicht des Regierungs-Bezirks Cöln als Weiler kategorisierte Ort besaß zu dieser Zeit zehn Wohngebäude mit 49 Einwohnern, alle katholischen Bekenntnisses. Die Gemeinde- und Gutbezirksstatistik der Rheinprovinz führt Höhe 1871 mit neun Wohnhäusern und 59 Einwohnern auf. Im Gemeindelexikon für die Provinz Rheinland von 1888 werden für Höhe zwölf Wohnhäuser mit 49 Einwohnern angegeben. 1895 besitzt der Ort zehn Wohnhäuser mit 55 Einwohnern und gehörte konfessionell zum katholischen Kirchspiel Marialinden, 1905 werden elf Wohnhäuser und 52 Einwohner angegeben.

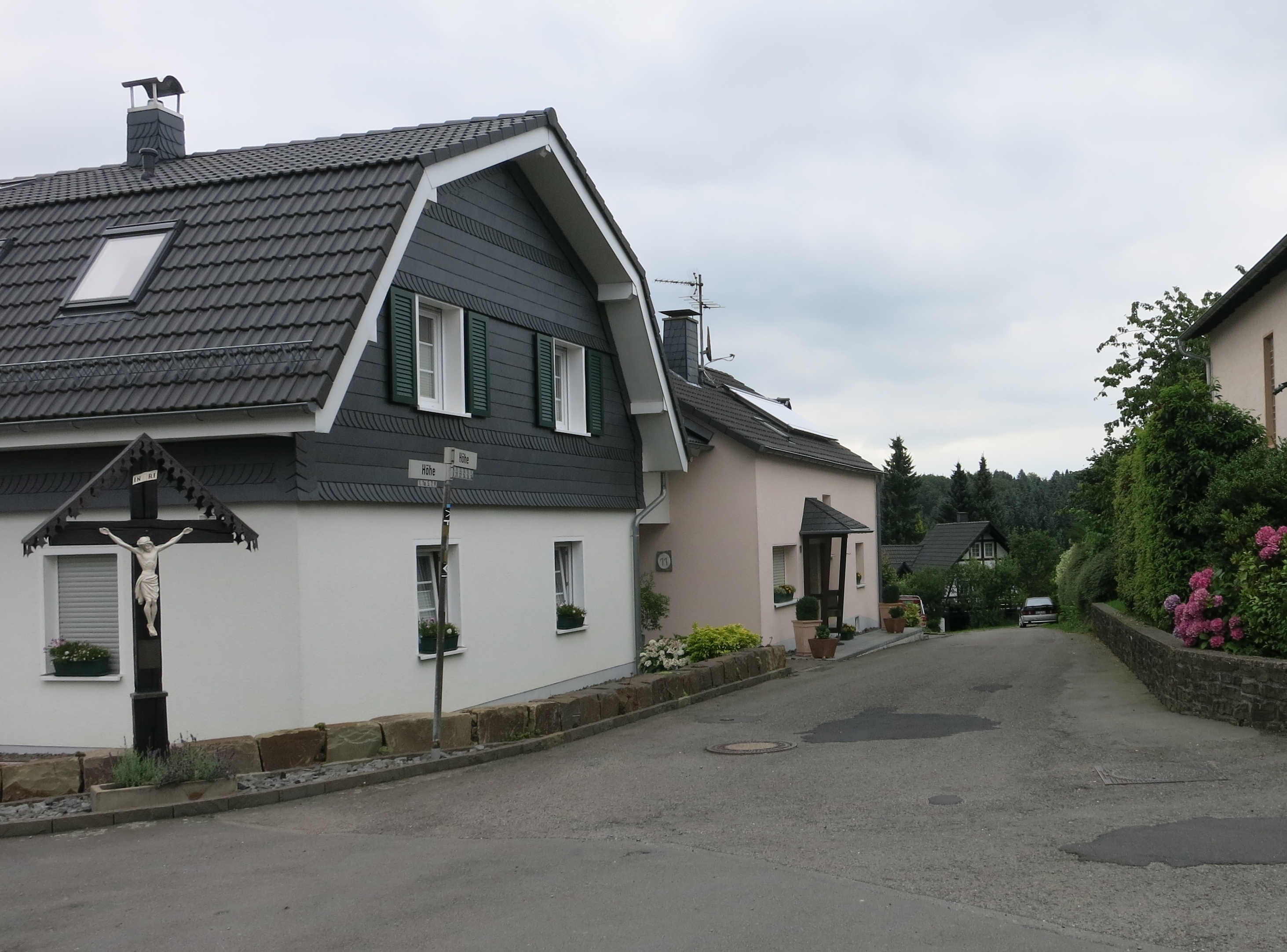
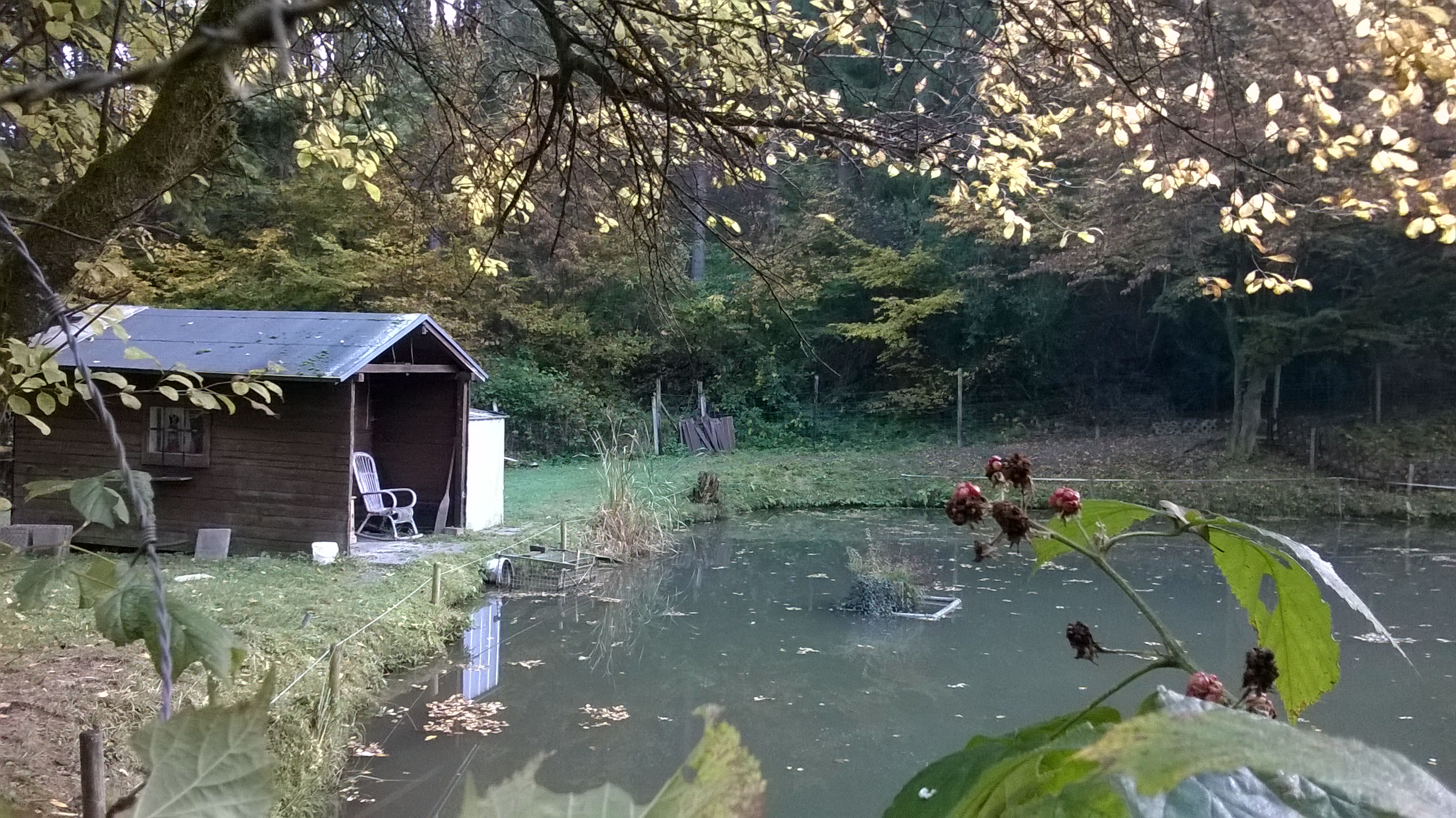
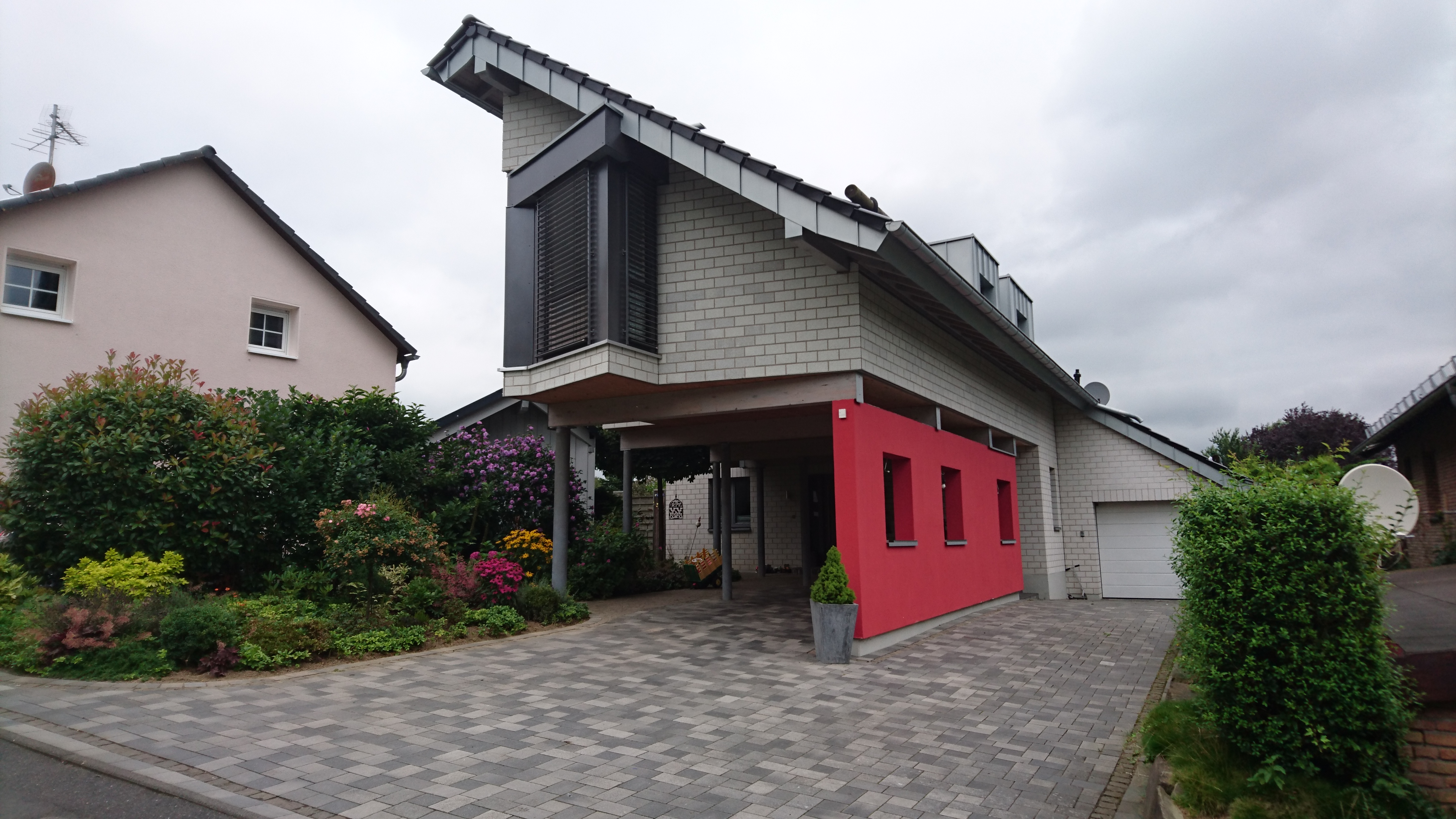
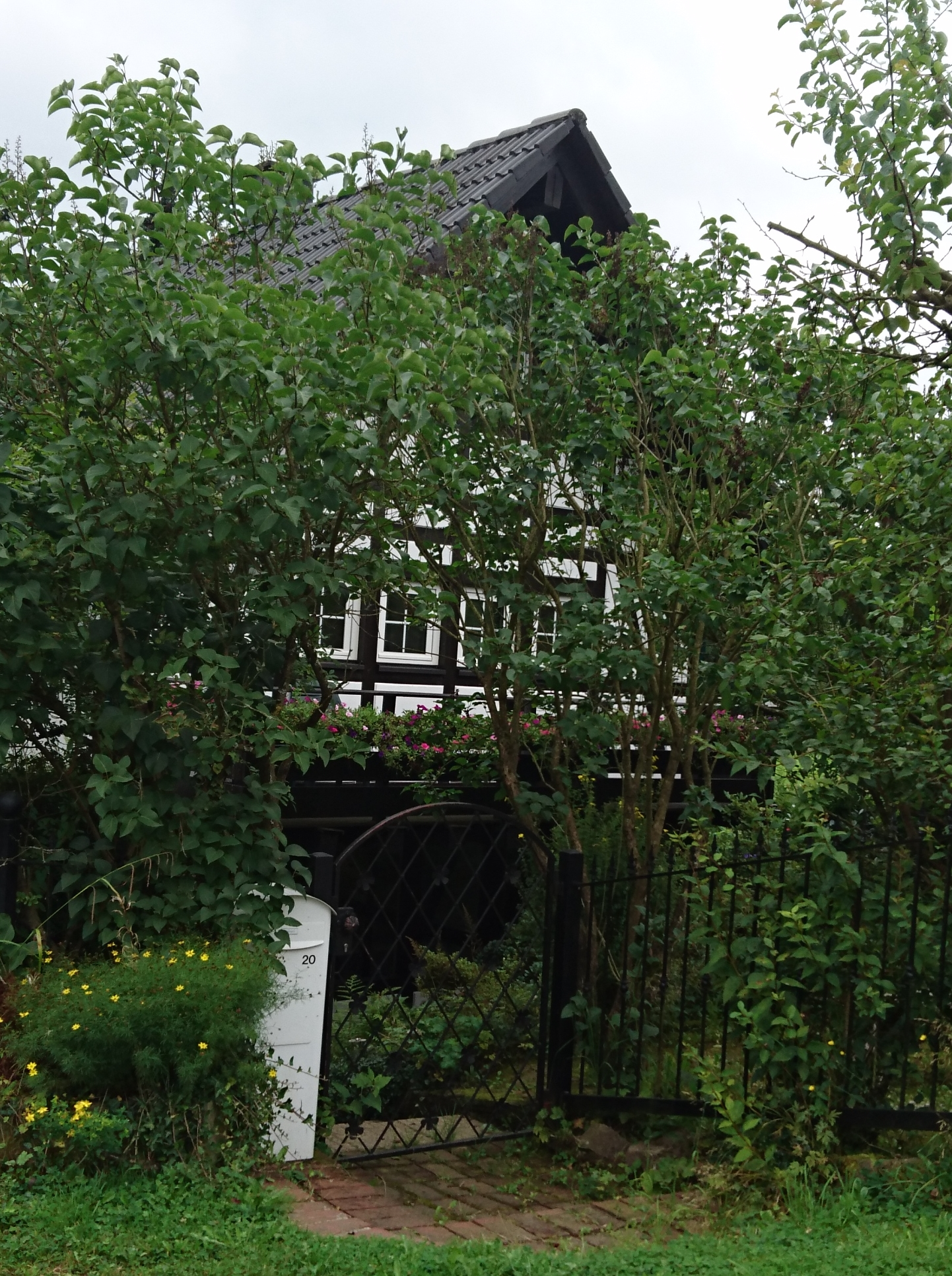